# Осока головчатая
Осо́ка голо́вчатая, или Осо́ка аркти́ческая (лат. Carex capitata) — многолетнее травянистое растение, вид рода Осока (Carex) семейства Осоковые (Cyperaceae).

## Ботаническое описание

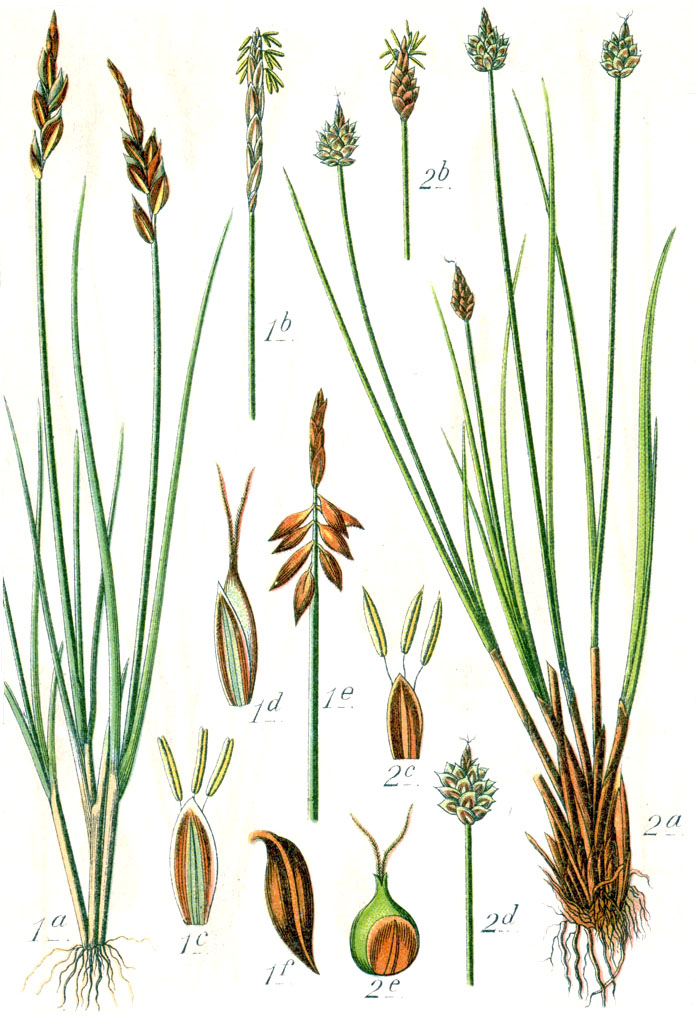
2 — Carex capitata

Растение с восходящим дернистым корневищем.
Стебли округло-трёхгранные, бороздчатые, шероховатые, 10—50 см высотой, окружены при основании пурпурными влагалищами листьев.
Листья щетиновидные, шероховатые, обычно короче стебля.
Колосок андрогинный, шаровидный или, реже, продолговатый, (0,4)0,5—1 см длиной, с узкой, 1—1,3 мм, тычиночной частью, заметно более короткой, чем пестичная, иногда скрытой среди мешочков, светлый или тёмный. Кроющие чешуи яйцевидные, тупые, буроватые, светло-ржавые или красновато-бурые, по краю обычно перепончатые, вдвое короче мешочков и у́же их или короче мешочков на длину носика и почти равные им по ширине, при плодах не опадающие. Мешочки уплощённо плоско-выпуклые, яйцевидные, округло-яйцевидные или широко-эллиптические, (2,5)3,3—3,7(4) мм длиной, перепончатые, зелёные (или кверху буроватые), возможно лоснящиеся, зрелые слабо отклонённые от оси колоска, без жилок, сидячие, по краям гладкие или рассеянно-шероховатые, с коротким цельным или коротко-двузубчатым гладким носиком. Рылец 2.
Плод при основании с осевым придатком. Плодоносит в июле—августе.
Число хромосом 2n=50.
Вид описан из Европы.
Советскими и российскими ботаниками в отдельный вид Carex arctogena H.Smith, описанный из Швеции в 1940 г., выделяются растения отличающиеся более тёмными и мелкими колосками (4—6 мм длиной и 4—5 мм в диаметре, а не 6—10 мм длиной и (4)5—6 мм в диаметре), более длинными и широкими кроющими чешуями и более мелкими мешочками (2,5—3 мм длиной, а не (3)3,3—3,7(4) мм), кроме того  у Carex arctogena H.Smith края мешочков гладкие, а не рассеянно-шероховатые, форма мешочков округло-яйцевидная или широко-эллиптическая, а не яйцевидная, а плод почти полностью заполняет мешочек, а не на 2/3. Также в отдельный вид Carex antarctogena Roivainen, возможно идентичный Carex arctogena H.Smith, выделяются растения, произрастающие на Огненной Земле.

## Распространение
Северная Европа: Исландия, Фенноскандия (на юге озеро Пиэлисьярви), в том числе арктическая Скандинавия; Атлантическая Европа: крайний север Шотландии; Центральная Европа: горы; Арктическая часть России: Мурман (Печенга, полуостров Рыбачий, Ара-губа, низовья Колы и район Кольского залива), между реками Вороньей и Харловкой, Полярный Урал (река Собь), низовья Енисея, бассейн Пясины (река Дудыпта, вблизи устья), низовья реки Оленёк, низовья Лены, среднее течение Хараулаха, Чаунская низменность (река Мильгувеем), Чукотский полуостров (река Поутен), бассейн Анадыря (хребет Нэлвтьи, устье Яблоновой и бассейн Осиновой) и Пенжины (реки Оклан и Словутная), залив Корфа;  бассейны рек, впадающих в Белое море; Приполярный и Средний Урал; Предкавказье; Западная Сибирь: бассейн Северной Сосьвы, окрестности Тобольска, бассейн Тары, Алтай (озеро Чейбек-Коль), бассейн верхнего течения Енисея, Средне-Сибирское плато (к северу от 62° северной широты), Предбайкалье, Забайкалье, бассейн Алдана, южная часть Верхояно-Колымской горной страны; Дальний Восток: бассейн Амура (водораздел рек Норы и Мамына); Центральная Азия: Северная Монголия; Северная Америка: Аляска, в том числе Арктическая часть, субарктические районы Канады, север Манитобы, горы запада, северные приатлантические штаты США, юго-западная Гренландия (западное и восточное побережье к югу от 72° северной широты), Баффинова Земля (одно местонахождение на крайнем юго-востоке), юг и восток Гудзонова залива, Лабрадор; Южная Америка: Огненная Земля.
Растёт на осоково-моховых болотах, сырых лугах, по берегам озёр, речек и ручьёв, в сырых редколесьях, моховой и луговинной тундре, большей частью на песчаной почве, на каменистых склонах и скалах; на равнине и в лесном и в верхнем поясе гор.